# Litterae
Litterae (łac. Dioecesis Litterensis) – stolica historycznej diecezji w Italii erygowanej w 994 roku, a włączonej w roku 1818 w skład archidiecezji Sorrento.
Współczesne miasto Lettere znajduje się w Prowincji Neapol we Włoszech. Obecnie katolickie arcybiskupstwo tytularne ustanowione w 1968 przez papieża Pawła VI.

## Biskupi tytularni
| Lp. | Biskup                   | Funkcja                          | Od              | Do              |
| --- | ------------------------ | -------------------------------- | --------------- | --------------- |
| 1   | Giovanni Battista Cesana | emerytowany biskup Gulu (Uganda) | 19 grudnia 1968 | 12 czerwca 1991 |
| 2   | Luigi Travaglino         | nuncjusz apostolski              | 4 kwietnia 1992 |                 |